# 寧迪里 (馬薩亞省)
寧迪里（西班牙語：Nindirí），是尼加拉瓜的城鎮，位於該國西部，由馬薩亞省負責管轄，始建於1500年左右，面積143平方公里，海拔高度214米，2005年人口38,355，人口密度每平方公里268.22人。
12°0′17″N 86°7′10″W / 12.00472°N 86.11944°W